# 韩亚人
韩亚人（英语：Kosian / Onurian，韩语：코시안 / 온누리안），主要指韓國人和其他亞洲人的混血兒，最初是由跨文化家庭在1997年创造，隨著國際婚姻在農村地區變得越來越普遍，在2000年代初开始常用於指称南韓父親和東南亞母親的后代，并且也被用与指称南亚男性勞工和韓國女性的后代。韓國大約有30,000名韩亚人，他們與其他韓裔混血兒一樣，經常面臨歧視，少部分人甚至视 Kosian 为種族歧視語，而提倡改以 Onurian 称呼。